# Койтас (надгробок)

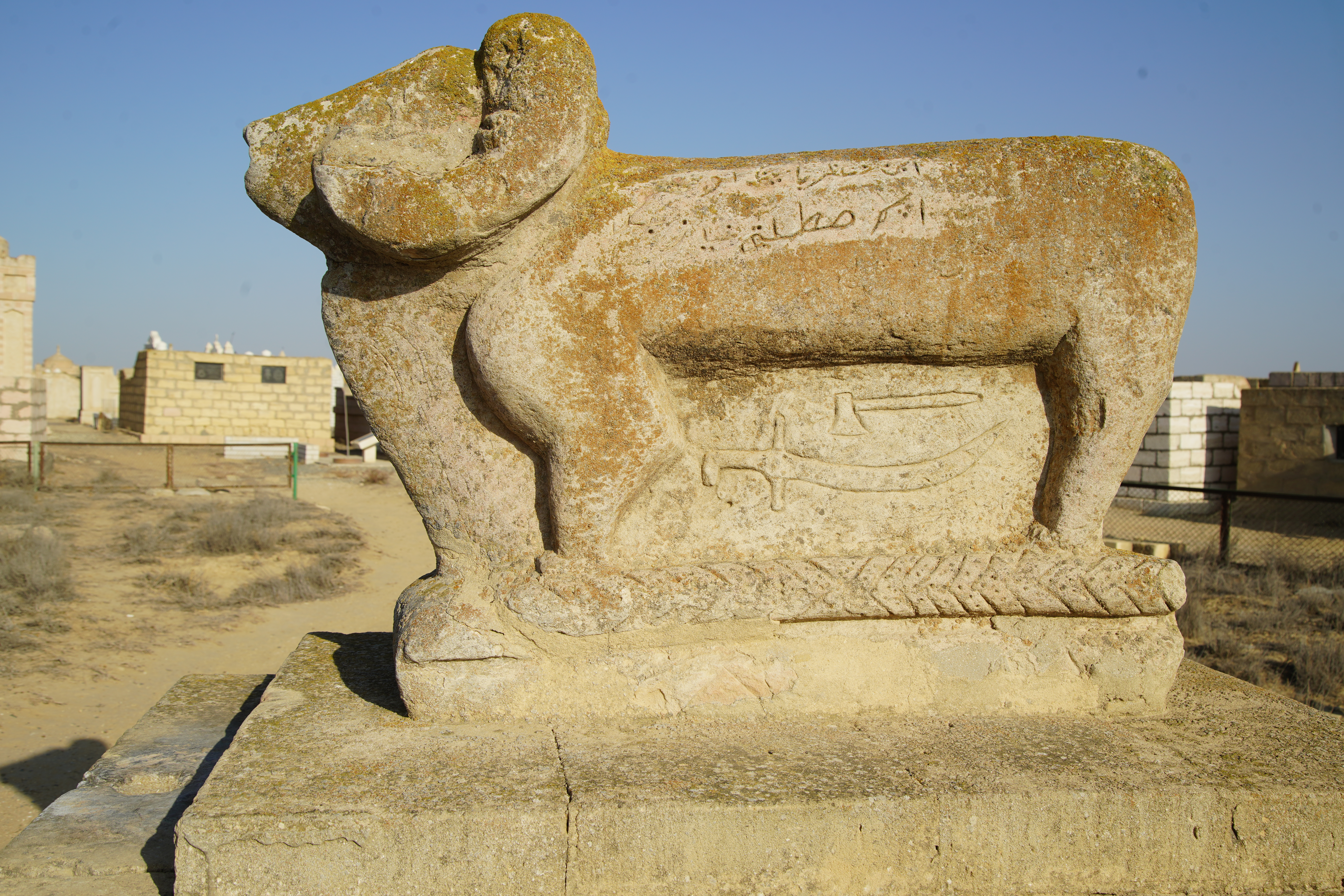
Кошкар-Ата

Койтас — тип історичних надгробних пам'яток, що походить від стилізованих скульптурних зображень барана. Поширений на півострові Мангишлак та плато Устюрт.

## Опис
Найбільш ранні койтаси, що збереглися, датуються початком X століття. Ранні пам'ятники найчастіше являють собою стилізовані зображення баранів із рельєфним виділенням голови та закручених рогів. Поверхні пам'яток можуть бути покриті зображенням зброї. Найбільш реалістично виглядають скульптурні зображення, що звуться кошкартаси, і виділяються в окрему групу надгробків.
Койтаси пізніших періодів під впливом ісламу стали виконуватися у вкрай умовному вигляді і виглядають як кам'яні блоки з круглим завершенням, покриті орнаментальним різьбленням, або навіть як брусоподібні брили, поставлені на ребро .
Пам'ятники виконували переважно з пісковика або вапняку . Як правило, спочатку на землю встановлювалася плита основи, а на неї — постамент та основний об'єм. Постамент найчастіше висікався в моноліті з основним обсягом .
Вважається, що койтаси виникли під впливом культу баранів, поширеного у тюркських народів Середньої Азії. Однак археолог С. Ажигалі припускає, що спочатку форма койтасів не асоціювалася з баранами .
Подібні надгробки були поширені у казахів і туркменів, які проживали на Мангишлаку та Устюрті.